# Анка-пулемётчица

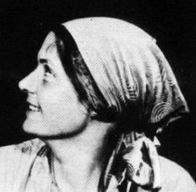
Анка-пулемётчица (кадр из к/ф «Чапаев»)

Анка-пулемётчица — персонаж фильма братьев Васильевых «Чапаев», снятого по мотивам романа Дмитрия Фурманова «Чапаев» и воспоминаниям участников событий, красноармеец, командир пулемётного расчёта из ближайшего окружения начдива РККА Чапаева. Роль Анки исполнила Варвара Мясникова.

## Образ Анки

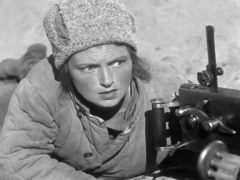
Анка у пулемёта (кадр из к/ф «Чапаев»)

В фильме Анка представлена как смелая, активная и решительная девушка. Она прибывает в дивизию Чапаева вместе с Фурмановым в отряде иваново-вознесенских ткачей (то есть является иваново-вознесенской работницей); обучается владению пулемётом у ординарца Чапаева Петьки, с которым у неё возникает роман; во время последнего боя Чапаев, желая спасти Анку и Петьку, посылает их в расположение основных сил дивизии с сообщением о нападении, но Петька отказывается покидать командира, Анка же выполняет поручение.

## «Рождение» Анки
Сталин первую версию фильма забраковал и приказал переделать так, чтобы в фильме были четыре главных персонажа:
- Красный командир — выходец из трудового народа (Чапаев)
- Красный комиссар — лицо ВКП(б) — (Фурманов)
- Солдат Красной Армии (Петька)
- Четвёртый персонаж должен был отображать образ русской женщины в гражданскую войну.

Братьям Васильевым пришлось перекраивать фильм согласно рекомендациям вождя.

## Прототипы Анки-пулемётчицы

Анна Стешенко с Дмитрием Фурмановым

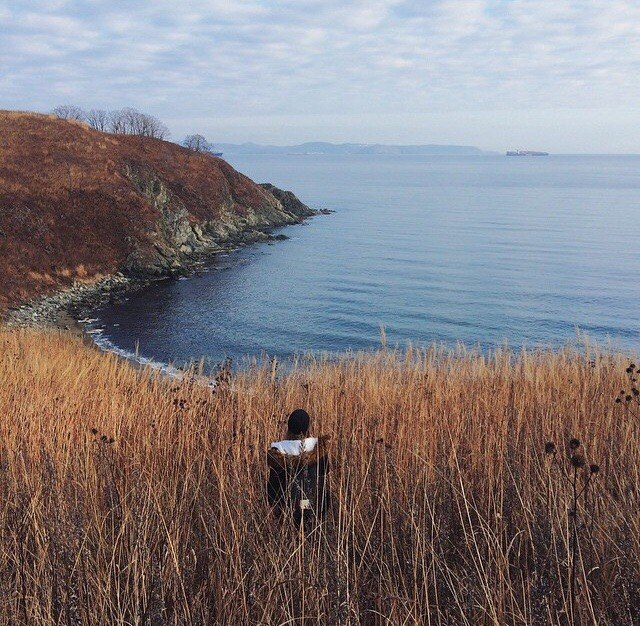
Мария Попова

Доподлинно неизвестно, кто на самом деле послужил прототипом главной героини фильма.

Евгения Чапаева, правнучка начдива Василия Ивановича Чапаева, утверждает, что на роль прототипа претендовала консультант фильма и жена Фурманова Анна (в девичестве Стешенко). Тем не менее Евгения считает, что прототипом послужила другая женщина: 

… создателям фильма случайно попалась публикация о санитарке Марии Андреевне Поповой, которая во время одного из боёв подползла к раненому пулемётчику, а он, пригрозив её пристрелить, заставил стрелять из «Максима». Мария Попова, по её словам, закрыв глаза, нажала на гашетки пулемёта, а сам солдат здоровой рукой управлял стволом пулемёта. Этот случай и использовали постановщики в своём фильме. А на том, чтобы героиню звали Анной, настоял Фурманов. Так и появилась Анка-пулемётчица. За право называться прообразом героини фильма Мария Попова и Анна Фурманова даже собирались судиться. Но Комитет партийного контроля приоритет признал всё-таки за бывшей санитаркой.

Чапаева Клавдия Васильевна, дочь красного комдива описывает этот случай так:

Во время одного из боёв Мария, как обычно, принесла пулемётные ленты расчёту «Максима». Пулемёт безнадёжно молчал — прямым попаданием вражеского снаряда второй номер был убит, а пулемётчик тяжело ранен. Придя в сознание, красноармеец приказал Марии:
— Ложись рядом и нажимай на эту кнопку, а я здоровой рукой пулемёт водить буду.
— Ты что, с ума сошёл? Я боюсь, — отказалась Мария и попыталась уйти.
Выстрелив из «Нагана», пулемётчик предупредил девушку:
— Следующая пуля — тебе.
Что делать — легла, отвернулась, зажмурилась и давай поливать колчаковцев свинцовым ливнем. Так Мария Попова стала пулемётчицей. А Анкой её назвали в честь главного консультанта картины, жены Дмитрия Фурманова — Анны Никитичны.

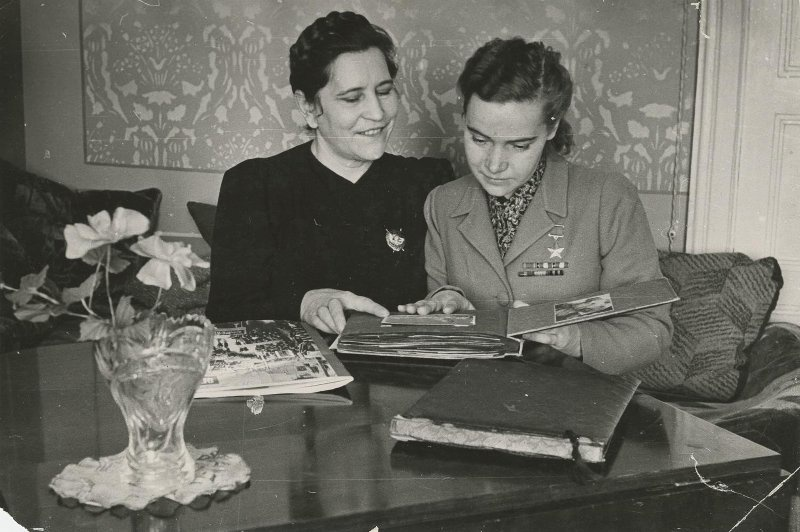
Попова и Антонина Зубкова в доме у Марии Поповой. 1945-1950.

Несколько другое мнение у сына Анны Стешенко-Фурмановой от второго брака Анны (после смерти Фурманова) с Лайошем (Людвигом) Гавро — национальным героем Венгрии или, как его ещё называли, «венгерским Чапаевым».

… Анки-пулемётчицы в реальной жизни не существовало. Этот образ придуман Васильевыми — создателями знаменитого кинофильма «Чапаев». При встрече с мамой они настояли: мол, нужен образ героини гражданской войны. И назвали её именем моей матушки…

Анна Стешенко, как и Мария Попова, пулемётчицей никогда не была. В Первую мировую войну, окончив курсы медсестёр, стала сестрой милосердия в санитарном поезде. Её начальником был прапорщик Дмитрий Фурманов, с которым она и вступила в свой первый брак. В 1919 году Стешенко была заведующей культпросветом политотдела 25-й дивизии, комиссаром которой был её муж. Командир дивизии Чапаев влюбился в неё, это вызвало конфликт между ним и Фурмановым, в результате которого Фурманов, незадолго до гибели Чапаева, был переведён из дивизии на Туркестанский фронт.

## В других произведениях
- Анка — один из ключевых персонажей романа Виктора Пелевина «Чапаев и Пустота», где она является племянницей Чапаева и возлюбленной Петьки.
- Анка — персонаж серии игр «Петька» в жанре графический квест, появлялась во всех играх серии.